# Dub (zenei stílus)
A dub a jamaicai zene egy irányzata, amely a hatvanas évek végén, hetvenes évek elején a reggae-ből fejlődött ki.
Dubot egy már létező zeneszámból úgy készítenek, hogy előtérbe keverik a ritmusszekciót, kihagyják vagy csak részleteiben használják fel az énekhangokat, és különböző effektek (a korai munkákban főleg visszhang) alkalmazásával teszik érdekesebbé az összhangzást.

## Jellemzői
A korai dub felvételek egy-egy létező szám változatának voltak tekinthetők, melyek kihangsúlyozzák a dobot és a basszust; a keletkező hangzás a hetvenes évek elején igen népszerű volt a jamaicai sound systemek tagjai körében.
A hangszeresen előadott számokat stúdiókban, elektromos hangrendszereken dolgozzák fel, amikor is extra visszhangot és ütős hangszereket adnak a zenéhez, amire a többi hangszert és az énekhangokat helyenként rákeverik.
A dub másik fő jellemzője az erős és mély basszus használata. Ehhez néha még kevernek egyéb hangeffekteket és zajokat, mint például madárcsicsergést, mennydörgést, vízcsobogást és a producerek utasításait is.
Élő DJ tovább fokozhatja a hatást.

## Ismertebb dubzenészek

### Jamaica
- Augustus Pablo
- Bim Sherman
- Dennis Bovell
- Desmond Williams
- Earl 'Chinna' Smith
- Headley Bennett
- Keith Hudson
- King Chilla
- King Tubby
- Lee „Scratch” Perry
- Lloyd Barnes
- Mutabaruka
- Prince Far I
- Prince/King Jammy
- Roots Radics Band
- Scientist
- Sly and Robbie
- The Abyssinians

### Nagy-Britannia
| - Aba Shanti I - Abassi All Stars - Adrian Sherwood - African Head Charge - Alpha & Omega - Ashtech - Asian Dub Foundation - Bandulu - Bombay Dub Orchestra - Digidub - Dr Das - Dreadzone - Dub Funk Association - Dubhead - Dub Judah - Dub Pistols - Dub Syndicate - Dub Trees - Gary Clail - Gorillaz - Iration Steppas - Jah Shaka - Jah Warrior - Jah Wobble - Jamika | - King Earthquake - Linton Kwesi Johnson - The London Underground - Love Grocer - Macka B - Mad Professor - Manasseh - Muslimgauze - Ott - Power Steppers - Ray Keith - Revolutionary Dub Warriors - Rockers-Hi-Fi - Roots Manuva - Scorn - Smith & Mighty - The Bush Chemists - The Disciples - The Orb - The Rootsman - Urban Dub - Vex'D - Vibronics - Word Sound & Power - Zion Train |

### Németország
- Boozoo Bajou
- Burnt Friedman
- Disrupt
- Dub Connected
- Fenin
- Pole
- Razoof
- Rhythm & Sound
- Sir Larsie I
- The Strike Boys

### Franciaország
| - 38 Dub Band - Aïzell - Amnis - Aïwa - Botom Botom - Brain Damage Sound System - Bumcello - Cap Roots - Casualty - Cat's Eyes - chrono.fixion - Dadub's - Dawa Hifi - Dring Toy - Dr Nagual X - Dub Ambassador - Dubamix - Duberman - Dubians - Dub Incorporation - Dubitatif? - Dub Jihâd - Dubphil - Dubphonic - Dub Wiser - Dubleeyan - Duck - Eastman Sounds - Eclectic Vibrations - Elephant System - Ez3kiel - Fedayi Pacha | - Fumuj - Funkysushi - Gary Clunk - GG Project - Guns Of Brixton - High Tone - Humanzee - Hybrid Sound System - Idem - Improvisators Dub - Jah Acid Dub - JMPZ - Junior Cony - Kaly Live Dub - Kanka - Khoe-WA - King Looping - Kuro Loud Dub - lab° - Le Grendel - Léna - Le Peuple de l'Herbe - L'équipée Zion - Les Ailes du Gazon - Les Hauts Dômes's Dub Sessions - LiPiD TröN - Löbe Radiant Dub System - Malone Rootikal - Manipulators - Manjul | - Manutension - Masaladosa - Maÿd Hubb - Meï Teï Shô - Mekelo - Metastaz - Miniman - MJ's - MK8 - Molecule - Monsieur Moutarde - MpHasiZ Dub - Mukti - Munky Lee - OhM - OnDubGround - One noise - Orange Street - Ozmadub - Panda Dub - Peaks Iration - pieR - Piratedub - PistONE - Puja Dub Operators - R2jeux - Red Fish Dub Syndrom - Redwood-Accident - Riddimperialism - Roudoudou - Sakya | - Satori Energy Dub - Scotchy - Spiritual Dub Warriors - Sism-X - Soul Fighters - Sushidread - Swaraj - Tchao Paï Paï - Td+ - Tektonik Chamber - The Blackstarliners - The Dub Machinist - THeAnGelZ - Tomaski - tOma-in-the-East - Tsunami Wazahari - Tulip! - Twelve Code - Uzinadub - Uzul Prod - Volfoniq - Weeding Dub - Whit Weed - Wicked - Yéliz K - Yerban Kuru - Yosh - Zaruts - Zenzile - Zong |

### USA
- 10 Ft. Ganja Plant
- Bill Laswell
- Canartic
- De Facto
- Doctor Echo
- Dr Israel
- Dubcat
- Dub-For-Light
- Dubtribe Sound System
- Dub Trio
- Dub Under The Sea
- Great Stone Soundsystem
- Little Axe
- Long Beach Dub Allstars
- Long Beach Shortbus
- Ooklah The Moc
- Roots Tonic
- Soldiers of Jah Army
- Sub Oslo
- Teledubgnosis
- Victor Rice

### Japán
- Dry & Heavy
- Fishmans
- Killa Sista
- Mighty Massa
- Oki Dub Ainu
- Rebel Familia
- Shandi-I
- Soul Dimension
- Willow
- Yamabiko

### Világ
| - 12 Metercube Sound System – Törökország - AB-10 – Finnország - Arrogalla – Olaszország - Baba Zula – Törökország - Badawi – Izrael - Bally Sagoo – India - Basque Dub Foundation – Spanyolország - Bass ma Boom – Québec - Buguinha Dub – Brazília - Darkwood Dub – Szerbia - Deadbeat – Kanada - Dr Dub – Hollandia - DU3normal – Magyarország - Dubblestandart – Ausztria - Dub Creator – Hollandia - Dub Division – Oroszország - Dubmatix – Kanada - Dubosmium – Marokkó - Dubska – Lengyelország - Dub Tractor – Dánia - DubTV – Oroszország - Fat Freddy's Drop – Új-Zéland - FitiSound – Törökország | - Hotdrop – Spanyolország - Hypnotix – Csehország - King Shiloh – Hollandia - KoCha – Svájc - Kukan Dub Lagan – Izrael - Laroz – Izrael - Lazarperry – Svájc - Laza Tűz Dub – Magyarország - Mind's Eye Dub – Málta - Mou – Olaszország - Ninjah Lab – Lengyelország - Pitch Black – Új-Zéland - Radikal Dub Kolektiv – Horvátország - Republic In Dub – Ausztrália - Salmonella Dub – Új-Zéland - Sardinia Bass Legalize – Olaszország - Sofa Surfers – Ausztria - Sopot – Bosznia - The Usual Suspects – Belgium - Tiki Taane – Új-Zéland - Tom Taplikort – Lengyelország - Tosca – Ausztria - Twilight Circus Dub Sound System – Hollandia |

### Együttesek
- Audio Active – Japán
- Banditos – Kanada/Franciaország
- Boum Ba Clash – Marokkó/Franciaország
- Dub Addict Sound System – Franciaország
- Easy Star All-Stars – USA
- ElectroDunes – Algéria/Franciaország
- General Dub
- Natty Breakz – Franciaország
- Open Dub Foundation
- TelDem Com'unity – Franciaország
- Uzinadub – Franciaország